# إعلان نيروبي لقضايا التغيير بشرق السودان
هو إعلان سياسي حول قضايا إقليم شرق السودان، تم نشره يوم 30 أكتوبر 2016، عقب اجتماعات استمرت من 24 وحتى 26 من ذات الشهر في العاصمة الكينية نيروبي، ضمت مجموعة من قيادات القوى المدنية بشرق السودان، بدعوة من المجموعة السودانية للديمقراطية أولاً ، وذلك للتدارس وللتفكير الإستراتيجي حول قضايا الاستقرار والتغيير في الشرق.

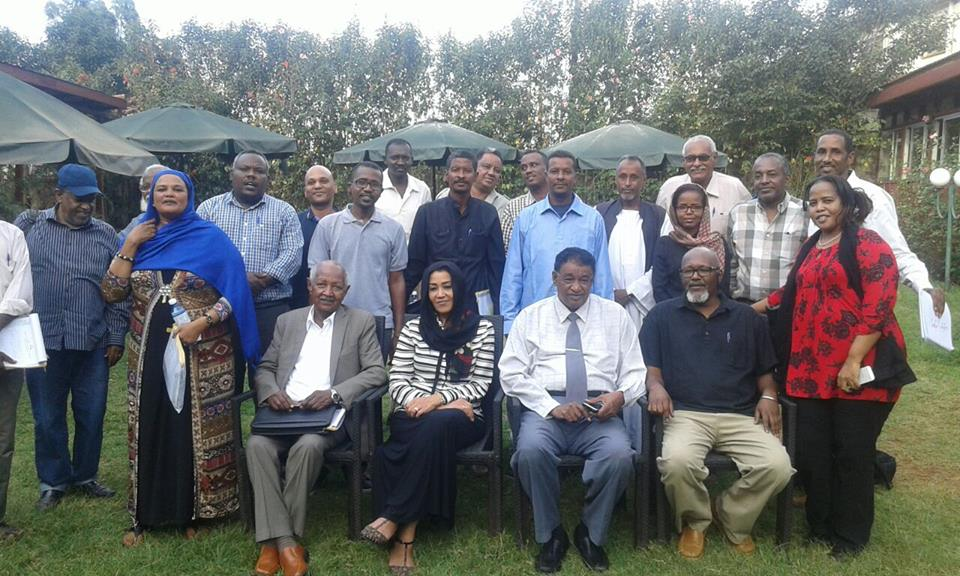
المشاركون في إعلان نيروبي

## قضايا شرق السودان
تطرّق لقاء الأيام الثلاث، للقضايا والمهددّات الأمنية التي يعاني منها الإقليم، عبر ورشة عمل تمّ خلالها تقديم عدد من أوراق العمل، ليتوّج اللقاء ببيانِ حمل عنوان (إعلان نيروبي لقضايا التغيير بشرق السودان) اشار في مضمُونه لأهميّة إعادة التفكير في قضايا الإقليم بمنهج يُعيد النظر في طُرق التعامل مع ملفات السلطة والعلاقة مع المركز ومعالجة القضايا الأمنية بما يُحقق مصالح الدولة والإقليم، إضافة للقضايا الاقتصادية المتصلة بالموارد والأرض والهجرة غير الشرعية، كما أكد الإعلان فشل إتفاق سلام الشرق الذي وقّعته الحكومة وجبهة الشرق قبل (10) أعوام، في العاصمة الإريترية أسمرا،  وعجزه عن إخراج الإقليم من الأزمات التي ظل ولا يزال يعاني منها، وبالمقابل شددّ على ضرورة قيام منبر منفصل  لمعالجة مُجمل هذه القضايا.

## مطالب الإقليم
لخّص المُشاركون قضايا ومطالب الإقليم في إعلان سياسي، تمّ نشره يوم 30 أكتوبر باسم (إعلان نيروبي لقضايا التغيير بشرق السودان)  والذي أكد على أنّ قضايا السلطة والعلاقة بالمركز ضمن إتفاق سلام الشرق، قد إنتهت إلى محاصصات سياسية في المناصب دون تحقيق لأهداف التنمية والأمن والمشاركة السياسية، ودون التعامل من الأزمات المتفاقمة الآن وعليه، فقد دعم اجتماع القوى المدنية أهمية قيام منبر تفاوضي جديد لمعالجة أزمات شرق السودان، في إطار الحل الشامل للأزمة السودانية، بغرض وضع الصور المثلىّ لنظم ومستويات الحكم في الإقليم، والعلاقة والمشاركة السياسية للإقليم في المركز، وتوفير ضماناته الشعبية والجماهيرية، والضمانات السياسية وسط التنظيمات العاملة من أجل التغيير الشامل، ووسط المجتمع الدولي والإقليمي الداعم لقضايا السودان.

## الأمن والموارد الطبيعية والتنوع
أكد الإعلان أنّ المجتمعين شخصوا نحو (15) مهدداً وقضية أمنية كبرى ماثلة حالياً، ودعوا لجعل القضية الأمنية في صدارة أي معالجات متعلقة بالتغيير والاستقرار في شرق السودان، وإلى أولوية عقد ورشة عمل خاصة لمناقشة القضايا الأمنية في شرق السودان.
كما ناقش الإعلان القضايا المتعلقة بثروات الإقليم من الموارد الطبيعية والبيئية والمشاريع الزراعية والذهب والموانئ والبترول والتجارة الحدودية والثروات البحرية والسياحة والصناعة، فضلاً عن مركزية قضية الأرض وملكيتها فيما يتعلق باقتصاد وتنمية الإقليم، وقضية التنوع الثقافي بالإقليم، وأكد على أهمية الاحتفاء بتنّوع مكونات الشرق الكبير، وضرورة المحافظة على الإرث الثقافي من لغات وتراث وآداب وفنون تجّسد روح التنوع والتعايش وأهمية تنمية الموروثات والعادات والتقاليد الإيجابية.